# Pietro Micca (1935)
Pietro Micca byla křižníková minonosná ponorka Italského královského námořnictva. Ve službě byla v letech 1935–1943. Účastnila se druhé světové války. Roku 1940 provedla několik minonosných plaveb, ale později prováděla zásobovací mise. Dne 29. července 1943 byla v Otrantské úžině potopena britskou ponorkou HMS Trooper. Byla to největší italská ponorka postavená mezi světovými válkami.

## Stavba
Ponorku postavila italská loděnice Tosi v Tarentu. Stavba byla zahájena v říjnu 1931, na vodu byla ponorka spuštěna 31. března 1935 a do služby byla přijata v říjnu 1935.

## Konstrukce
Hlavňovou výzbroj představovaly dva 120mm kanóny a dva dvojité 13,2mm kulomety. Ponorka nesla šest 533mm torpédometů (čtyři příďové a dva záďové), přičemž celková zásoba munice činila deset torpéd. Unesla rovněž 20 min. Pohonný systém tvořily dva diesely Tosi o výkonu 3000 bhp a dva elektromotory Marelli o výkonu 1500 bhp, pohánějící dva lodní šrouby. Nejvyšší rychlost dosahovala 15,5 uzlu na hladině a 8,5 uzlu pod hladinou. Dosah byl 12 000 námořních mil při rychlosti osm uzlů na hladině a 80 námořních mil při rychlosti čtyři uzly pod hladinou. Operační hloubka ponoru dosahovala 90 metrů.

### Modifikace
Roku 1940 upravena pro plnění zásobovacích misí. Zejména přepravu paliva a munice.